# Euprepio di Verona
Euprepio (... – III secolo) è stato il primo vescovo di Verona dal 236 al 250; è venerato come santo dalla Chiesa cattolica.

## Agiografia e culto
Non vi sono notizie certe della sua vita. Il suo nome viene ripreso in due documenti e collocato storicamente: Nei Versus de Verona di autore anonimo del IX secolo lo pone come primo predicatore in ambiente pagano (Primum Verona predicavit Puprepis episcopus) e nel Velo di Classe, che contiene la lista dei vescovi veronesi, è all'inizio dell'elenco. Le due fonti si basano su documenti precedenti andati distrutti.
Fu probabilmente di origine orientale.
Il culto del santo non è anteriore al XIV secolo. I santi vescovi veronesi sono stati raggruppati come venerazione nel 1961, su proposta del vescovo locale Giuseppe Carraro dalla Sacra Congregazione dei Riti al 30 ottobre. Solo due santi vescovi non vengono venerati in quel giorno: san Zeno e sant'Euprepio il 21 agosto forse in qualità di protovescovo.
Il suo corpo fu ritrovato nel XV secolo, assieme ad altri santi vescovi nella chiesa di San Procolo. Vi rimasero fino al 1806 e poi trasferite nella cripta dell'attigua Basilica di San Zeno. Sull'altare è riportata la scritta del tempo del ritrovamento: Euprepio Veronae a Christi ann. LXXII praesuli primo.